# Fontanospora eccentrica
Fontanospora eccentrica är en svampart som först beskrevs av R.H. Petersen, och fick sitt nu gällande namn av Dyko 1978. Fontanospora eccentrica ingår i släktet Fontanospora, divisionen sporsäcksvampar och riket svampar.   Inga underarter finns listade i Catalogue of Life.